# Otto Demarmels
Otto Demarmels (29 augustus 1948) is een voormalig Zwitsers profvoetballer, die gedurende zijn carrière vooral op het middenveld speelde.

## Clubcarrière
Hij kwam zijn gehele loopbaan uit voor FC Basel. Met die club won hij zesmaal de Zwitserse landstitel.

## Interlandcarrière
Demarmels kwam zestien keer uit voor het Zwitsers nationaal elftal. Hij maakte zijn debuut op 26 april 1972 in het vriendschappelijke duel in Genève tegen Zweden (1-1). Zijn laatste interland speelde hij op 5 oktober 1977 in Zürich tegen Finland (2-0).

## Erelijst
FC Basel
- Zwitsers landskampioen

1969, 1970, 1972, 1973, 1977, 1980
- Zwitserse beker

1975